# Котляково (Лотошинский район)
Котляко́во — деревня в Лотошинском районе Московской области России.
Относится к Ошейкинскому сельскому поселению, до реформы 2006 года относилась к Ошейкинскому сельскому округу. По данным Всероссийской переписи 2010 года численность постоянного населения деревни составила 5 человек (2 мужчин, 3 женщины).

## География
Расположена примерно в 12 км к северо-востоку от районного центра — посёлка городского типа Лотошино. Ближайшие населённые пункты — деревни Рахново, Мармыли и село Званово.

## Исторические сведения
До 1929 года входила в состав Ошейкинской волости Волоколамского уезда Московской губернии.
При межевании 1770 года упоминается как Котлеки.
По сведениям 1859 года Котляково — деревня при колодце, в 28 верстах от уездного города, с 21 двором и 166 жителями (79 мужчин и 87 женщин), по данным на 1890 год число душ деревни — 79.
По материалам Всесоюзной переписи населения 1926 года в деревне проживало 400 человек (по 200 мужчин и женщин), насчитывалось 77 хозяйств, имелась школа, располагался сельсовет.

## Население
| 1852 | 1859 | 1926 | 2002 | 2006 | 2010 |
| ---- | ---- | ---- | ---- | ---- | ---- |
| 190  | ↘166 | ↗400 | ↘13  | →13  | ↘5   |

## Известные уроженцы, жители
- Коровин, Виктор Иванович (1923—2006) — советский российский географ, краевед, преподаватель высшей школы.

## Инфраструктура
Личное подсобное хозяйство с зоной сельскохозяйственного использования, индивидуальная застройка усадебного типа.
Основа экономики — сельское хозяйство.

## Транспорт
Деревня доступна автотранспортом по региональной автодороге 46Н-05002.